# Чёрный оракул
Тёмный оракул (англ. Dark Oracle) — канадский сериал с элементами мультипликации 2004 года. Создатели сериала Яна Синьора и Хезер Конки. В 2005 году, Тёмный оракул выиграл в премии Эмми за лучший детский телевизионный проект.

## Сюжет
Герои в опасности, потому что Виолетта и Блейз, тёмные стороны Келли и Ланса, хотят выбраться из журнала навсегда, а близнецов оставить в комиксе. С каждым днём они становятся всё сильнее, в то время как Ланс и Келли начинают исчезать. Но всё это не случится, потому что на стороне Келли и Ланса два мощных чувства: дружба и любовь.

### Персонажи
- Келли Стоун – милая и добрая девочка, всегда готова прийти на помощь друзьям. Роль сыграла Пола Бранкати.
- Ланс Стоун – немного застенчивый брат Келли, любитель поиграть в игры и почитать комиксы. Пытается защитить сестру. Роль сыграл Алекс Хаус.
- Диззи – лучший друг Ланса, как и его друг, любит игры и комиксы. Ему нравится Келли, но спустя некоторое время влюбляется в Ребекку. Узнает о комиксе вместе с Сейдж. Роль сыграл Джонатан Мэйлен.
- Сейдж – девушка Ланса, работает в магазине комиксов. Часто расходилась с Лансом, но в итоге возвращалась к нему. Сейдж немного чудаковатая и застенчивая, но очень добрая и эмоциональная. В одной из серий попадает в комикс. Роль сыграла Даниэль Миллер.
- Дойл – владелец магазина комиксов Gamers Cave. Некромант, знает много о чёрной магии. В одной из серий Келли и Ланс рассказывают Дойлу о комиксе, чтобы тот помог победить Виолетту и Блейза. Роль сыграл Марк Эллис.
- Омен – один из самых загадочных персонажей сериала. Обладает большими магическими способностями, является самым сильным магом в комиксе. Комикс появился после того, как Дойл превратил Омена в жабу Немо. Влюблен в Келли. В последнем эпизоде[название эпизода?], он спасает Келли и навсегда попадает в комикс. Роль сыграл Кристофер Тернер.
- Энни – бывшая подруга Келли. Перестали дружить из-за того, что Келли не рассказывала ей о происходящих событиях. Роль сыграла Барбара Мамаболо.
- Верн – некромант, получил свою силу благодаря урокам Дойла. Из-за своего характера был изгнан из сообщества некромантов. После того, как он в одной из серий надел на себя амулет, к нему частично вернулась сила. Роль сыграл Дэвид Рендалл.
- Эмметт – парень Келли, но из-за возвращения Омена они расстаются. Роль сыграл Натан Стефенсон.

## DVD релиз
Релиз подготовил Mill Creek Entertainment и выпустил сериал на DVD 17 августа, 2010 года.

## Сноски
1. ↑  Dark Oracle DVD news: Announcement for Dark Oracle - The Complete Series | TVShowsOnDVD.com. Дата обращения: 6 марта 2013. Архивировано из оригинала 19 августа 2010 года.